# Urząd Probstei
Urząd Probstei (niem. Amt Probstei) – urząd w Niemczech w kraju związkowym Szlezwik-Holsztyn, w powiecie Plön. Siedziba urzędu znajduje się w miejscowości Schönberg (Holstein).
W skład urzędu wchodzi 20 gmin:
| 1. Barsbek 2. Bendfeld 3. Brodersdorf 4. Fahren 5. Fiefbergen 6. Höhndorf 7. Köhn 8. Krokau 9. Krummbek 10. Laboe | 1. Lutterbek 2. Passade 3. Prasdorf 4. Probsteierhagen 5. Schönberg (Holstein) 6. Stakendorf 7. Stein 8. Stoltenberg 9. Wendtorf 10. Wisch |